# Cyrtarachne nodosa
Cyrtarachne nodosa är en spindelart som beskrevs av Tord Tamerlan Teodor Thorell 1899. Cyrtarachne nodosa ingår i släktet Cyrtarachne och familjen hjulspindlar. Inga underarter finns listade i Catalogue of Life.